# La Dolce Villa
La Dolce Villa (conocida en Hispanoamérica como La dolce casa) es una película de comedia romántica estadounidense de 2025 dirigida por Mark Waters. Se estrenó en Netflix el 13 de febrero de 2025.

## Sinopsis
Después de que su hija compra una villa italiana barata para restaurarla, Eric viaja a Italia para intervenir.

## Reparto
- Scott Foley como Eric
- Violante Placido como Francesca
- Maia Reficco como Olivia
- Giuseppe Futia como Giovanni

## Producción
La producción comenzó a principios de 2024. El rodaje tuvo lugar en Roma, el este del Lacio y la Toscana. Los interiores de la villa fueron construidos en los estudios Cinecittà.

## Estreno
El tráiler de la película se lanzó el 22 de enero de 2025. La película se estrenó en Netflix el 13 de febrero de 2025. 